# Petr Buchta
Petr Buchta (Brno, 15 luglio 1992) è un calciatore ceco, difensore del Sandecja Nowy Sącz.

## Caratteristiche tecniche
Petr Buchta è un difensore centrale.

## Carriera
Ha giocato fin qui tutta la sua carriera nella 1. liga, il massimo campionato ceco. Ha segnato il suo primo e finora unico gol con la sua prima squadra, il Zbrojovka Brno. Dal 1º luglio 2016 al 1º novembre rimase svincolato e successivamente venne acquistato dal Bohemians 1905 a parametro zero. Vanta anche una presenza nella nazionale U-21 ceca.